# Politics of Love
Politics of Love è un film del 2011 diretto da William Dear.
Film commedia statunitense con protagonisti Mallika Sherawat e Brian J. White.

## Trama
Aretha Gupta, un'attivista democratica di origini indiane, vive una storia d'amore con Kyle Franklin, un repubblicano afroamericano, durante le elezioni presidenziali negli Stati Uniti d'America del 2008.

## Distribuzione
Il film venne distribuito il 26 agosto e il 3 settembre 2011.

## Accoglienza
Secondo il Los Angeles Times il film è divertente Secondo BollywoodBilli il film è divertente e leggero, e che Mallika Sherawat è "troppo impegnativa".